# Günther Kokkelink

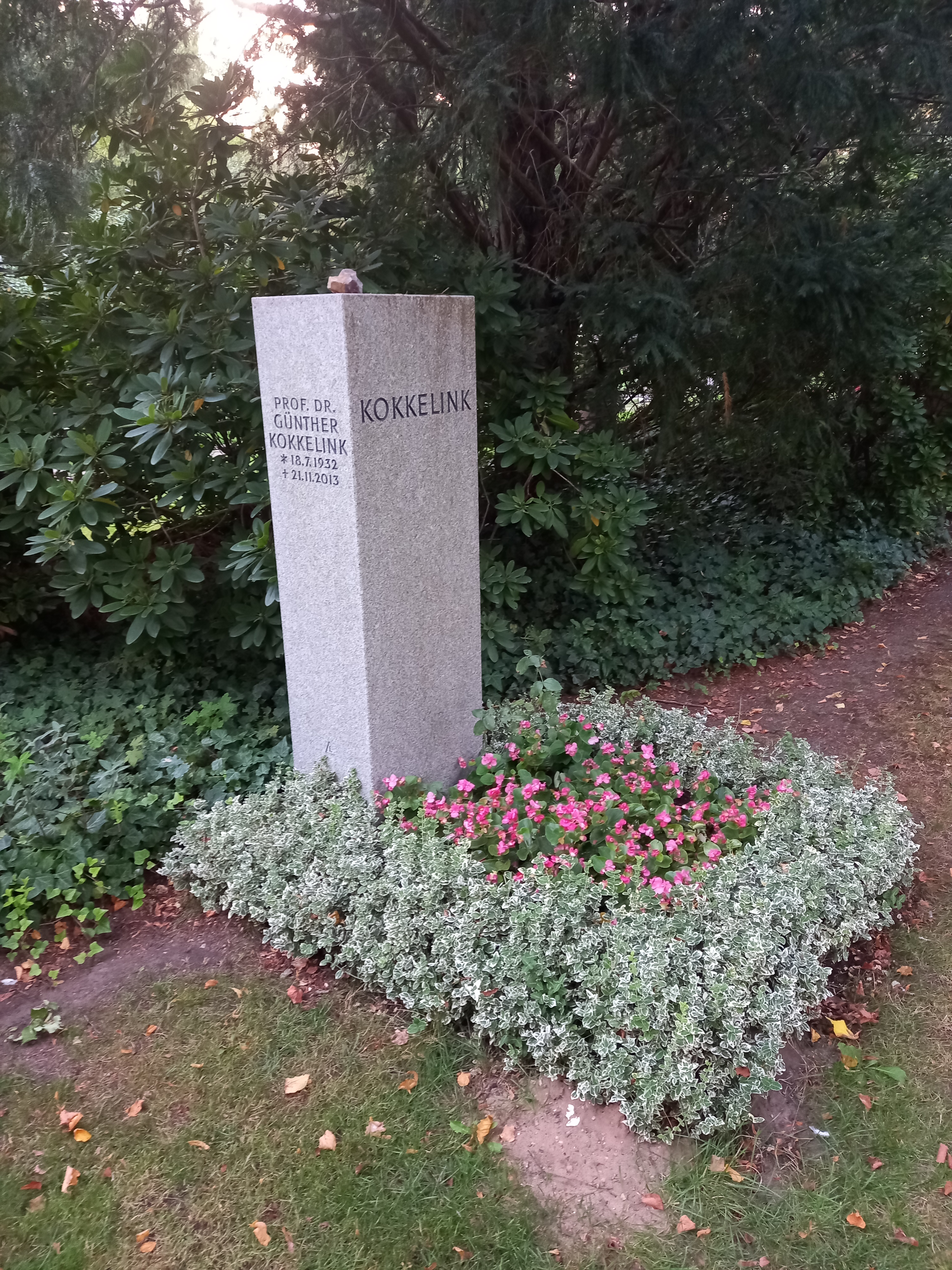
Das Grab von Günther Kokkelink auf dem Stadtfriedhof Engesohde in Hannover

Günther Kokkelink (* 18. Juli 1932 in Eilsum; † 21. November 2013 in Hannover) war ein deutscher Architekt und Professor für Stadtbaugeschichte an der Universität Hannover.

## Leben

„Protest!“-Anzeige gegen den Abriss des Baudenkmals Villa Willmer und für ein Niedersächsisches Denkmalschutzgesetz;
1970 in der Hannoverschen Allgemeinen Zeitung

### Werdegang
Kokkelink besuchte ab 1938 die Volksschule in Neermoor, ab 1942 die staatliche Oberschule mit gymnasialem Zug in Leer, wo er 1951 das Abitur bestand. Nach dem Studium der Architektur an der Technischen Hochschule Hannover und an der University of Bristol war Kokkelink von 1963 bis 1967 als Architekt in Hannover, Braunschweig und Ludwigshafen am Rhein tätig. Am Institut für Bau- und Kunstgeschichte der Technischen Hochschule Hannover (ab 1968 Technische Universität) beschäftigte er sich mit der Architektur des 19. Jahrhunderts und promovierte 1968 mit einer Dissertation zu Conrad Wilhelm Hase. Nachdem er 1972 bis 1973 einen Lehrauftrag am Kunsthistorischen Seminar der Georg-August-Universität Göttingen wahrgenommen hatte, wurde er 1974 zum Professor für Stadtbaugeschichte an der TU Hannover ernannt. Kokkelink leitete mehrere Forschungsprojekte, so zum Beispiel über die Lübecker Altstadt, Eisenbahnarchitektur und den hannoverschen Klassizisten Georg Ludwig Friedrich Laves. Ab 1997 war er im Ruhestand.
Günther Kokkelink wurde am 28. November 2013 auf dem Stadtfriedhof Engesohde bestattet. Seine Familie bat statt Trauerbekundungen um Zuwendungen an das Stadtarchiv Hannover.

### Werk
Als Wissenschaftler schrieb er vor allem zur Denkmalpflege, über die Architekten Georg Ludwig Friedrich Laves und Conrad Wilhelm Hase und zum Architektenverein der Hannoverschen Bauhütte, die er in den 1970er Jahren wiederbelebt hatte und deren Vorsitzender er war. Gemeinsam mit seiner Ehefrau Monika Lemke-Kokkelink publizierte er zur Baukunst der Hannoverschen Schule und war mit Harold Hammer-Schenk Herausgeber des umfangreichen Werkes Laves und Hannover. Niedersächsische Architektur im 19. Jahrhundert.

### Architekten-Datenbank
Zuletzt forschte Kokkelink mit Monika Lemke-Kokkelink und Reinhard Glaß über Architekten und Künstler, deren Werke einen direkten Bezug zu Conrad Wilhelm Hase haben, wozu eine Datenbank eingerichtet wurde.

### Würdigung
Conrad von Meding bezeichnete den „stets bescheiden und freundlich“ auftretenden Kokkelink in einem Nachruf 2013 als einen der „exponiertesten Kenner der norddeutschen Baugeschichte“, der das „Standardwerk“ über Baukunst in Norddeutschland und in einer umfassenden Kartei die Hannoversche Bausammlung im Stadtarchiv Hannover geschaffen habe. Zudem sei Kokkelink „rigoroser Mahner gegen die Abrissorgien in Hannover“ gewesen, der durch seinen Einsatz den Abriss des Noltehauses in der Leinstraße verhindert und die Wiederaufstellung des Ernst-August-Denkmals vor dem Hauptbahnhof erreicht habe.

## Schriften
- mit Dankwart Gottschalk (Bearb.): Georg Ludwig Friedrich Laves, Katalog zur Ausstellung anlässlich seines 100. Todestages am 30. April 1964 (vom 30. April – 31. Mai 1964), Stadtverwaltung Hannover, 1964.
- Die Neugotik Conrad Wilhelm Hases: Eine Spielform des Historismus. 1. Teil: 1818–1859. In: Hannoversche Geschichtsblätter, Neue Folge, Band 22, Heft 1/3, ISSN 0342-1104, Hannover 1968, DNB 481563008 (Dissertation TU Hannover, Fakultät für Bauwesen, 11. Juli 1968, 211 Seiten).
- mit Heinz-Detlef Theen (Bearb.): Bewertungsfragen der Denkmalpflege im städtischen Raum, hrsg. vom Institut für Bau- u. Kunstgeschichte, Technische Universität Hannover, 1976, ISBN 3-931585-00-X.
- Conrad Wilhelm Hase: Baumeister des Historismus, Führer zur Ausstellung des Historischen Museums am Hohen Ufer vom 24. September bis 27. Oktober 1968 anlässlich der 150. Wiederkehr des Geburtstages, Hannover 1968.
- mit Harold Hammer-Schenk (Hrsg.): Vom Schloss zum Bahnhof: Bauen in Hannover. Zum 200. Geburtstag des Hofarchitekten G. L. F. Laves, 1788–1864. Eine Ausstellung des Landes Niedersachsen, Institut für Bau- und Kunstgeschichte der Universität Hannover und der Landeshauptstadt Hannover, Historisches Museum. Ausstellung im Forum des Landesmuseums Hannover vom 13. Oktober 1988 bis 8. Januar 1989, Institut für Bau- u. Kunstgeschichte der Universität Hannover, Historisches Museum Hannover, 1988, ISBN 3-88746-223-8.
- Harold Hammer-Schenk, Günther Kokkelink (Hrsg.): Laves und Hannover. Niedersächsische Architektur im neunzehnten Jahrhundert, hrsg. von Harold Hammer-Schenk und Günther Kokkelink (revidierte Neuauflage der Publikation Vom Schloss zum Bahnhof...), Ed. Libri Artis Schäfer, 1989, ISBN 3-88746-236-X.
- mit Monika Lemke-Kokkelink: Baukunst in Norddeutschland. Architektur und Kunsthandwerk der Hannoverschen Schule 1850–1900. Schlüter, Hannover 1998, ISBN 3-87706-538-4.
- Hans-Joachim Heuer u. a. (Hrsg.): Planungs- und Baugeschichte des „Königlichen Polizei-Präsidiums“ in Hannover – heute: „Polizei-Direktion“. In: Von der Polizei der Obrigkeit zum Dienstleister für öffentliche Sicherheit: Festschrift zum 100. Gebäudejubiläum des Polizeipräsidiums Hannover 1903–2003. Verlag Deutscher Polizeiliteratur, Hilden 2003, S. 11–46, ISBN 3-00-011937-X.
- Polytechnische Lehranstalt im Königreich Hannover. Von den Anfängen bis in die zwanziger Jahre. In: Die Universität Hannover: ihre Bauten, ihre Gärten, ihre Planungsgeschichte, hrsg. im Auftrag des Präsidenten der Universität Hannover von Sid Auffahrt und Wolfgang Pietsch. Petersberg, 2003, S. 65–94 (mit Illustrationen und Plänen).
- mit Monika Lemke-Kokkelink: Conrad Wilhelm Hase / 1818–1902 / Gründer der Hannoverschen Architekturschule, Schrift zur Ausstellung zum 100. Todestag im Stadtarchiv Hannover vom 14. März bis 14. Mai 2002, Stadtarchiv Hannover, 2002, 20 Seiten, mit Illustrationen.
- mit Wolfgang Frontzek: Zur Baugeschichte des „Broyhanhauses“, Kramerstraße 24 in Hannover. In: Hannoversche Geschichtsblätter,  Neue Folge (1985), Bd. 39, ISSN 0342-1104, S. 135–168 (mit 15 Abbildungen).
- Laves, Georg Ludwig Friedrich. In: Neue Deutsche Biographie (NDB). Band 14, Duncker & Humblot, Berlin 1985, ISBN 3-428-00195-8, S. 2 f. (Digitalisat).
- Der Kirchenbau des Conrad Wilhelm Hase und seiner Schüler in Hannover. In: Geschichten um Hannovers Kirchen. Studien, Bilder, Dokumente, hrsg. von Hans Werner Dannowski und Waldemar R. Röhrbein, Lutherhaus, Hannover 1983, ISBN 3-87502-145-2, S. 113–117 (mit 2 Abbildungen).
- Die königliche Residenzstadt Hannover / Ihre Planung von 1816 bis 1866. In: Der Architekt, 1982, Nr. 1, S. 8–10 (mit 1 Abbildung und 2 Plänen).
- Conrad Wilhelm Hase. Architekt und Lehrer der Baukunst. In: Festschrift zum 150jährigen Bestehen der Universität Hannover, Bd. 1 (1981), S. 180–192 (mit 19 Abbildungen).
- Die Architektur der Hannoverschen Schule. In: Geschichte und Architektur der Bauhütte Hannover, 1980, S. 91–100 (mit 20 Abbildungen als Anhang).
- Conrad Wilhelm Hase und seine Selbstbiografie. In: Geschichte und Architektur der Bauhütte Hannover, 1980, S. 51–83 (mit 4 Abbildungen).
- Die Entstehung der Bauhütte und ihre Ziele. In: Geschichte und Architektur der Bauhütte Hannover, 1980, S. 9–17.